# Ludo Coeck
Ludo Coeck (25. září 1955 Berchem – 9. října 1985 Edegem) byl belgický fotbalista, záložník. 7. října 1985 poté co podepsal smlouvu s týmem R.W.D. Molenbeek se vracel z Antverp do Bruselu. Měl ovšem těžkou autonehodu a zemřel v nemocnici ve městě Edegem o dva dny později 9. října 1985 ve věku pouhých 30 let.

## Fotbalová kariéra
Začínal ve 2. belgické lize v týmu K. Berchem Sport. V belgické lize hrál za RSC Anderlecht a s týmem získal v letech 1974 a 1981 mistrovský titul. S Anderlechtem získal v letech 1973, 1975 a 1976 i belgický pohár. Dále hrál v italské Serii A za Inter Milán. V Poháru mistrů evropských zemí nastoupil v 11 utkáních a dal 2 góly, v Poháru vítězů pohárů nastoupil ve 29 utkáních a dal 5 gólů a v Poháru UEFA nastoupil v 16 utkáních a dal 3 góly. Za reprezentaci Belgie nastoupil v letech 1974-1984 ve 46 utkáních a dal 4 góly. Byl členem belgické reprezentace na Mistrovství světa ve fotbale 1982, nastoupil v 5 utkáních a dal 1 gól a na Mistrovství Evropy ve fotbale 1984, kdy nastoupil ve 2 utkáních.

## Ligová bilance
| Ročník                     | Zápasy | Góly | Klub             |
| -------------------------- | ------ | ---- | ---------------- |
| Tweede klasse 1971/72      | 7      | 7    | K. Berchem Sport |
| Jupiler Pro League 1972/73 | 17     | 3    | RSC Anderlecht   |
| Jupiler Pro League 1973/74 | 27     | 4    | RSC Anderlecht   |
| Jupiler Pro League 1974/75 | 36     | 5    | RSC Anderlecht   |
| Jupiler Pro League 1975/76 | 32     | 7    | RSC Anderlecht   |
| Jupiler Pro League 1976/77 | 32     | 9    | RSC Anderlecht   |
| Jupiler Pro League 1977/78 | 28     | 6    | RSC Anderlecht   |
| Jupiler Pro League 1978/79 | 28     | 5    | RSC Anderlecht   |
| Jupiler Pro League 1979/80 | 10     | 1    | RSC Anderlecht   |
| Jupiler Pro League 1980/81 | 33     | 3    | RSC Anderlecht   |
| Jupiler Pro League 1981/82 | 19     | 2    | RSC Anderlecht   |
| Jupiler Pro League 1982/83 | 30     | 9    | RSC Anderlecht   |
| Serie A 1983/84            | 9      | 0    | Inter Milán      |
| CELKEM 1. liga             | 301    | 54   |                  |